# Gilly (Vaud)
Pour les articles homonymes, voir Gilly.
Gilly est une commune suisse du canton de Vaud, située dans le district de Nyon, elle fait partie de La Côte.

## Histoire
La première mention de Gilly (Jusliaco, Gilliei) remonte à 1179 dans le cadre d'une donation de terres faite à l'abbaye de Bonmont. Avec ses 756 ha, Gilly était la plus grande commune de l'ancien district de Rolle, quatre fois plus vaste que Tartegnin ou Vinzel, ses voisines. La commune comprend aussi le hameau de Vincy, au débouché du vallon des Vaux. À l'ouest, le site de Saint-Vincent comprenait très anciennement une église à l'origine de ce toponyme.

## Population

### Gentilé et surnom
Les habitants de la commune se nomment les Gilliérons.
Ils sont surnommés lè Raffa-Pepin (à savoir les Caque-Pépins en patois vaudois, la région ayant été couverte de vergers),.

## Monuments
Au centre du village, l'auberge communale, de 1839, comporte encore son enseigne d'origine, "À l'Union", datée 1840. À proximité s'élevait aussi l'ancienne église paroissiale, attestée depuis 1299. Mais très délabrée au XIXe siècle, elle est démolie en 1882 pour créer la place du village actuelle. Un nouveau lieu de culte est reconstruit en 1883 un peu plus à l'est, hors de l'agglomération. Inscrit à l'inventaire cantonal du patrimoine en 1993.
Mais les édifices les plus remarquables se trouvent hors du village, avec deux maisons seigneuriales, le château de Vincy du XVIIIe siècle, et celui de Saint-Vincent, inscrit à l'inventaire cantonal du patrimoine en 1993. Enfin, dominant la route du lac, une grande demeure, la campagne de Beaulieu et ses dépendances, Petit Fleur d'Eau, Grand Fleur d'Eau et Fleuri.
L'ancienne propriété Rolaz ferme ECA 148 est également inscrite à l'inventaire cantonal du patrimoine en 1993 et identifiée comme bien culturel suisse d'importance nationale. Cette demeure d'origine médiévale, en grande partie reconstruite vers 1570, comporte d'intéressants éléments du gothique tardif.

## Communes homonymes

Évocation des quatre autres Gilly dans la station de métro « Gilly » (Charleroi)
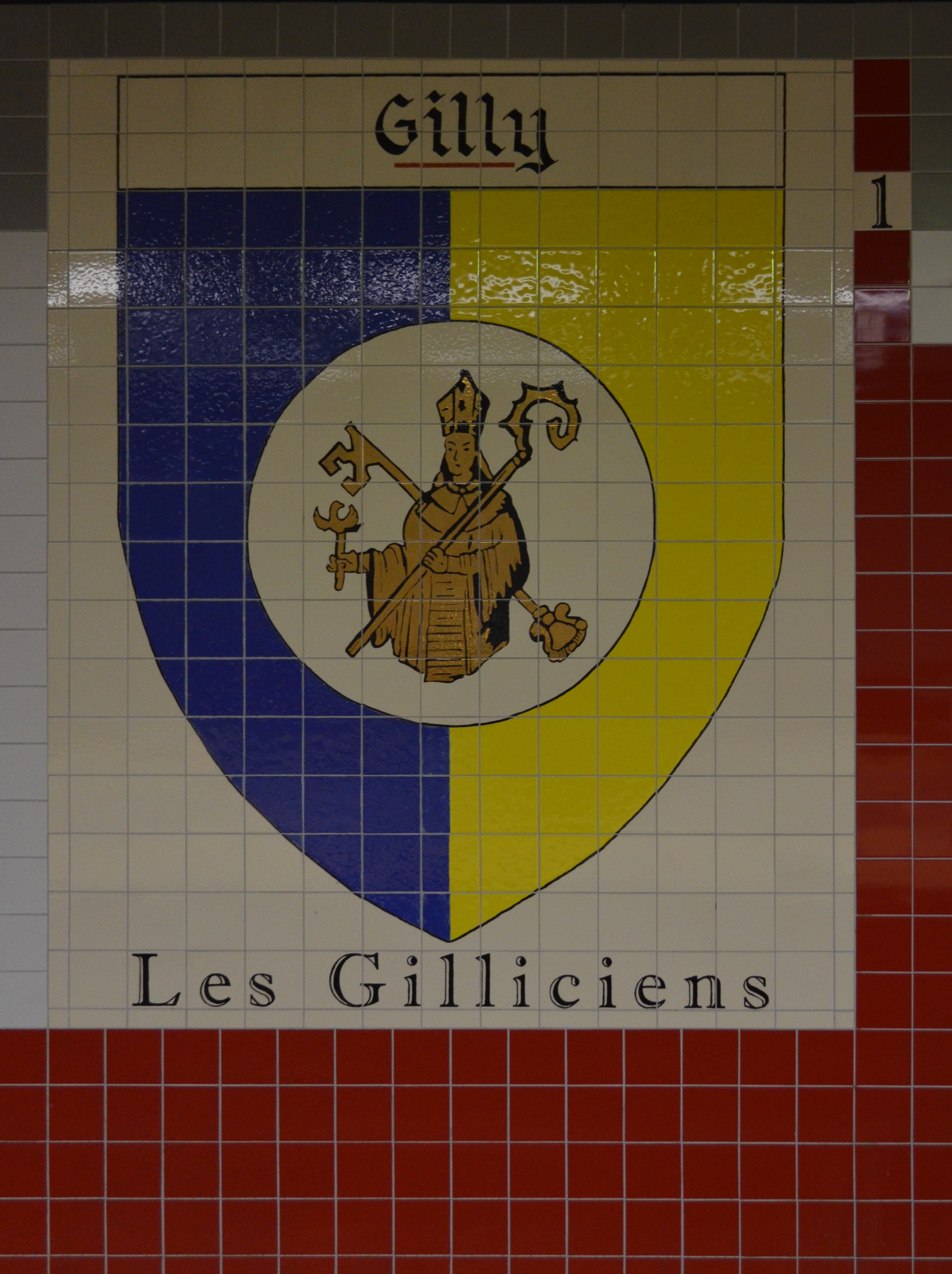
Gilly (Belgique).
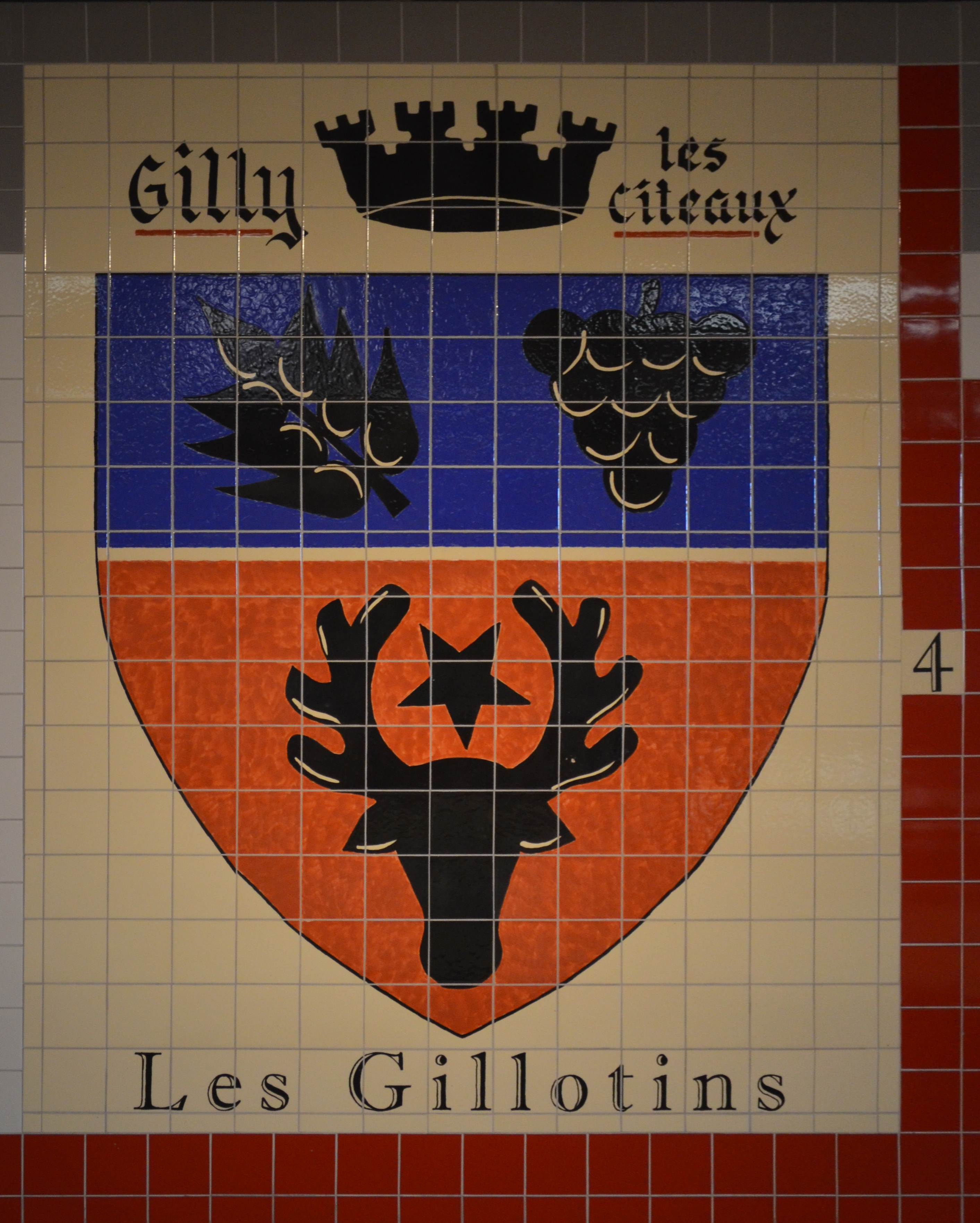
Gilly-lès-Cîteaux (France).
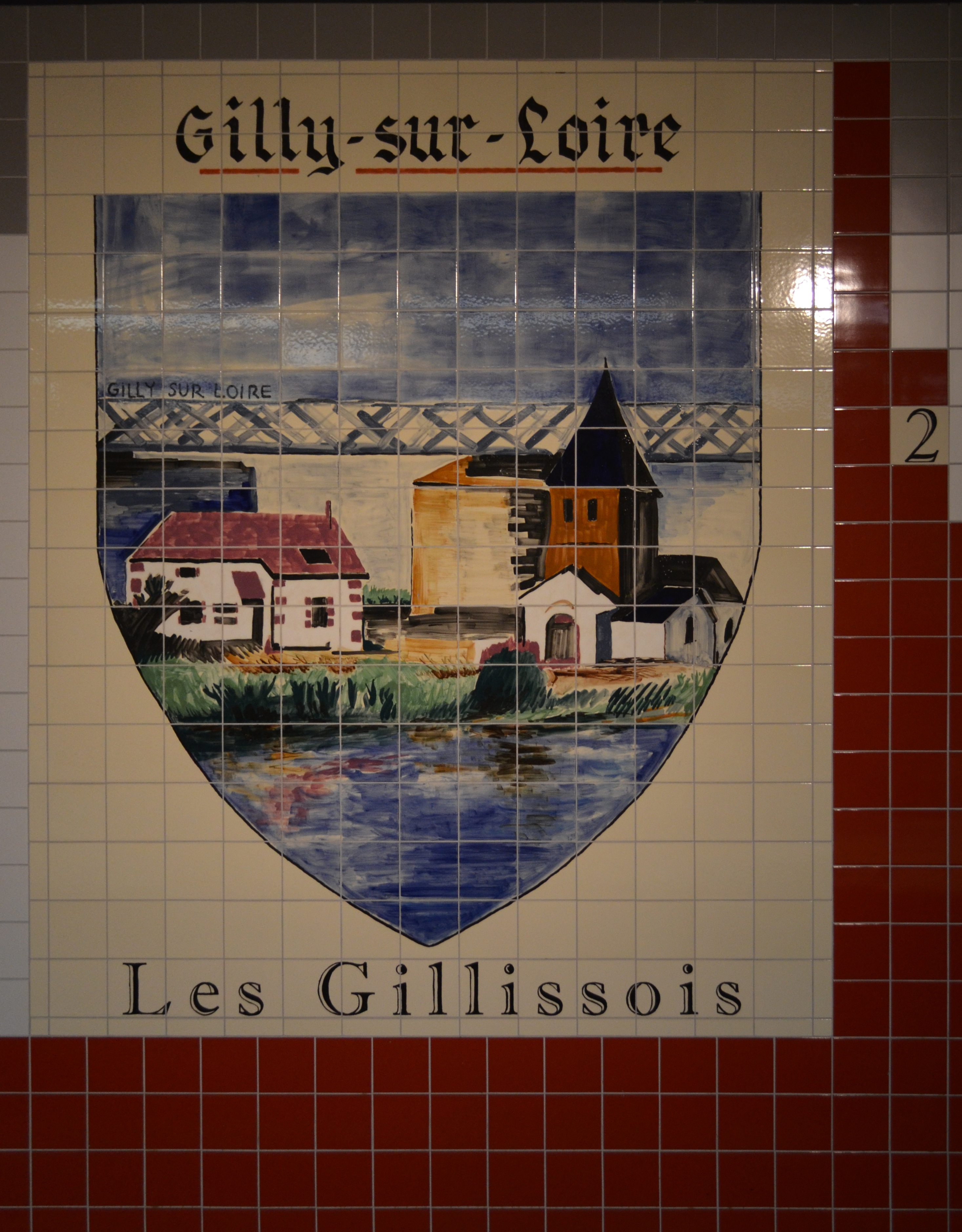
Gilly-sur-Loire (France).
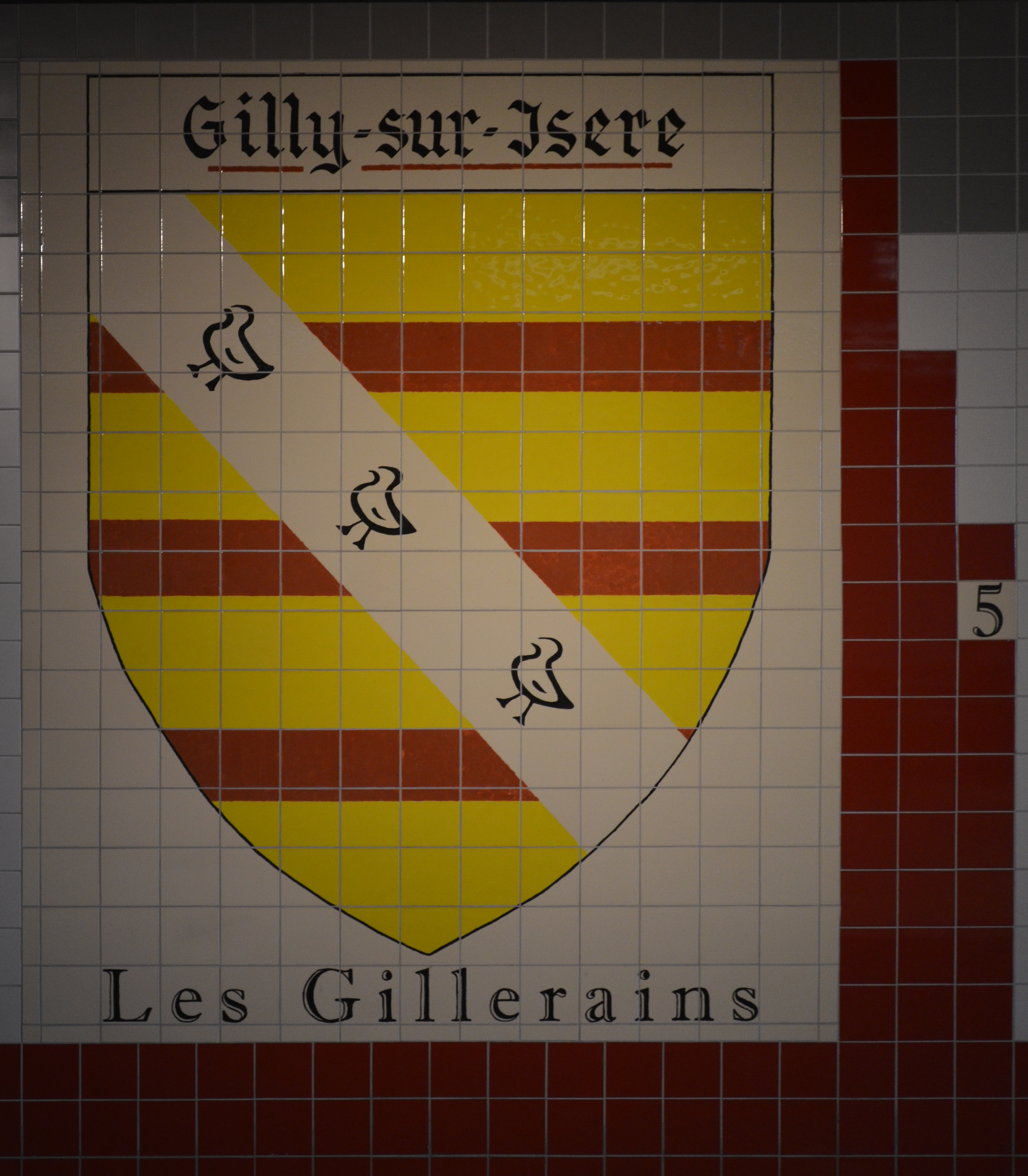
Gilly-sur-Isère (France).

## Personnalités
- Voltaire, écrivain, a séjourné au Château de Vincy
- Alphonse de Lamartine, écrivain, a séjourné au Château de Vincy
- Job, artiste sope.

## Hôpital
- Le "Pavillon de La Côte", ancien sanatorium (1922), transformé en "centre de traitement et de réadaptation"(CTR). Aujourd'hui aussi EHC [Ensemble hospitalier de La Côte].